# Нарація
Нарація — термін наратології, в широкому сенсі — те саме, що процес оповіді (на відміну від наративу, що позначає «оповідання як твір»).
У Жерара Женетта (найбільш скрупульозно систематизував поняття) — породжуючий розповідний акт, ситуація або інстанція оповідання, наративного дискурсу, «виклад історії», засадничий принцип епічних творів.
Згідно Вольфу Шміду, наррація «є результатом композиції, яка організує елементи подій в штучному порядку (ordo artificialis)», причому в цій композиції «утворюється сенс, що активізує смисловий потенціал, закладений в історії».
Визначає специфіку образної системи, фабули, персонажів, тла зображення, наративної ситуації та ролі наратора, що має вигляд ауктора або актора.